# Liebvillers
Liebvillers är en kommun i departementet Doubs i regionen Bourgogne-Franche-Comté i östra Frankrike. Kommunen ligger i kantonen Saint-Hippolyte som tillhör arrondissementet Montbéliard. År 2022 hade Liebvillers 147 invånare.

## Befolkningsutveckling
Antalet invånare i kommunen Liebvillers
Referens:INSEE